# Черкветела (Мачерата)
Черкветела (итал. Cerquetella) насеље је у Италији у округу Мачерата, региону Марке.
Према процени из 2011. у насељу је живело 8 становника. Насеље се налази на надморској висини од 250 м.